# PARC
PARC (Palo Alto Research Center; anteriormente Xerox PARC) es una empresa de investigación y desarrollo, propiedad de Xerox Corporation, ubicada en Palo Alto, California, Estados Unidos.
Fue fundada en 1970 inicialmente como una división de investigación. Desde entonces ha sido reconocida mundialmente por sus contribuciones e importantes desarrollos en la industria del hardware y software y es creadora de algunos de los estándares actuales más comúnmente usados.
PARC ha sido responsable de desarrollos bien conocidos e importantes tales como la impresión por láser, el estándar Ethernet, el moderno computador personal, la interfaz gráfica de usuario (GUI), la metáfora de escritorio, la programación orientada a objetos, la computación ubicua, aplicaciones de silicio amorfo (a-Si), avances en el desarrollo del dispositivo apuntador ratón o mouse y los semiconductores de muy alta escala de integración (VLSI).
En su momento, Xerox llegó a invertir más de 100 millones de dólares en diversos proyectos que, aunque no llegaron a rentabilizar en algunos de sus productos, se convirtieron en la principal fuente de inspiración de las nuevas tecnologías de los años setenta y buena parte de los ochenta.
Anecdóticamente, delegaciones de Microsoft, con Bill Gates a la cabeza, o de Apple de Steve Jobs, tuvieron la posibilidad de penetrar en un recinto que era considerado la «Meca» de las nuevas tecnologías de la información.
Xerox formó el Palo Alto Research Center Incorporated como una subsidiaria de propiedad total en 2002. Hoy en día, el PARC trabaja con otros socios comerciales (corporaciones importantes, empresas, concesionarios) y el gobierno.

## Historia
En 1969, el científico jefe de Xerox, Jack Goldman, se acercó al Dr. George Pake, un físico especializado en resonancia magnética nuclear y preboste de la Universidad de Washington, para comenzar un segundo centro de investigación para la compañía.
El Dr. Pake seleccionó Palo Alto, California, como el sitio que fue conocido como PARC. Mientras había casi 5.000 km entre el PARC y los cuarteles generales de Xerox en Nueva York, Xerox ofreció a los científicos, en el nuevo laboratorio, gran libertad para emprender su trabajo. La distancia también sirvió como impedimento en la persuasión de la gerencia de la promesa de algunos de sus más grandes logros.
La localización de PARC en la costa oeste demostró ser ventajosa a mediados de los años 1970, cuando el laboratorio podía contratar a muchos empleados del centro de investigación próximo, el Augmentation Research Center del SRI, cuando sus fondos, provenientes de DARPA, la NASA, y la Fuerza Aérea de los Estados Unidos, comenzaron a disminuir. Está situado en tierras del Stanford Research Park arrendadas por la Universidad de Stanford, lo que permitió a los estudiantes graduados estar involucrados en los proyectos de investigación de PARC, y los científicos del PARC colaborar con seminarios académicos y proyectos.
Mucho del temprano éxito de PARC en el campo de los ordenadores fue bajo la dirección del gerente de su Laboratorio de Ciencias de la Computación, Bob Taylor, quien dirigió el laboratorio como gerente asociado entre 1970-77 y gerente entre 1977-83.

## El PARC hoy
Después de dos décadas como división de Xerox, en 2002 PARC fue transformado en una compañía subsidiaria enteramente independiente dedicada a desarrollar y madurar avances en conceptos de ciencia y negocios con el soporte de socios comerciales y clientes.
Xerox sigue siendo el mayor cliente de la compañía (50%), pero el PARC tiene, además de Xerox, otros numerosos clientes corporativos y clientes de inversión de capital de riesgo en diferentes campos de uso, incluyendo: VMware, Fujitsu, Dai Nippon Printing Co., Ltd. (DNP), Samsung, NEC, SolFocus, Powerset, y muchos más.
Actualmente, el PARC conduce investigación en "tecnología limpia", diseño de interfaz de usuario, sensemaking, computación ubicua y sistemas conscientes del contexto, electrónica de área grande, y control basado en modelos y optimización en sistemas embebidos, inteligentes.

## Principales productos nacidos en el PARC
En el PARC nacieron los íconos, las representaciones gráficas de las órdenes que le podemos dar al ordenador, las ventanas, las áreas de trabajo que permiten delimitar zonas en la pantalla, y los gráficos gracias a los mapa de bits, una tecnología que permitía visualizar gráficos en la pantalla de nuestros ordenadores con gran precisión. Pero en el PARC también se utilizaron por primera vez, además del teclado y el ratón como principal mecanismo de control del ordenador, un invento heredado de Douglas Engelbart: la red Ethernet, la posibilidad de conectar entre sí los ordenadores personales; surgieron las primeras impresoras láser, que permitieron posteriormente el nacimiento de la autoedición; y también vio la luz la programación orientada a objetos mediante el lenguaje Smalltalk.
El PARC ha sido el inventor y la incubadora de muchos elementos de la computación moderna, incluyendo:
- Gráficos de mapa de bits generados por computadora.
- Interfaz gráfica de usuario, ofreciendo ventanas e iconos.
- Editor de texto WYSIWYG.
- InterPress, un lenguaje gráfico de descripción de página de resolución independiente y el precursor del PostScript.
- Red de área local Ethernet.
- Programación orientada a objetos completamente formada en el lenguaje de programación Smalltalk y el entorno de desarrollo integrado.

### El Alto

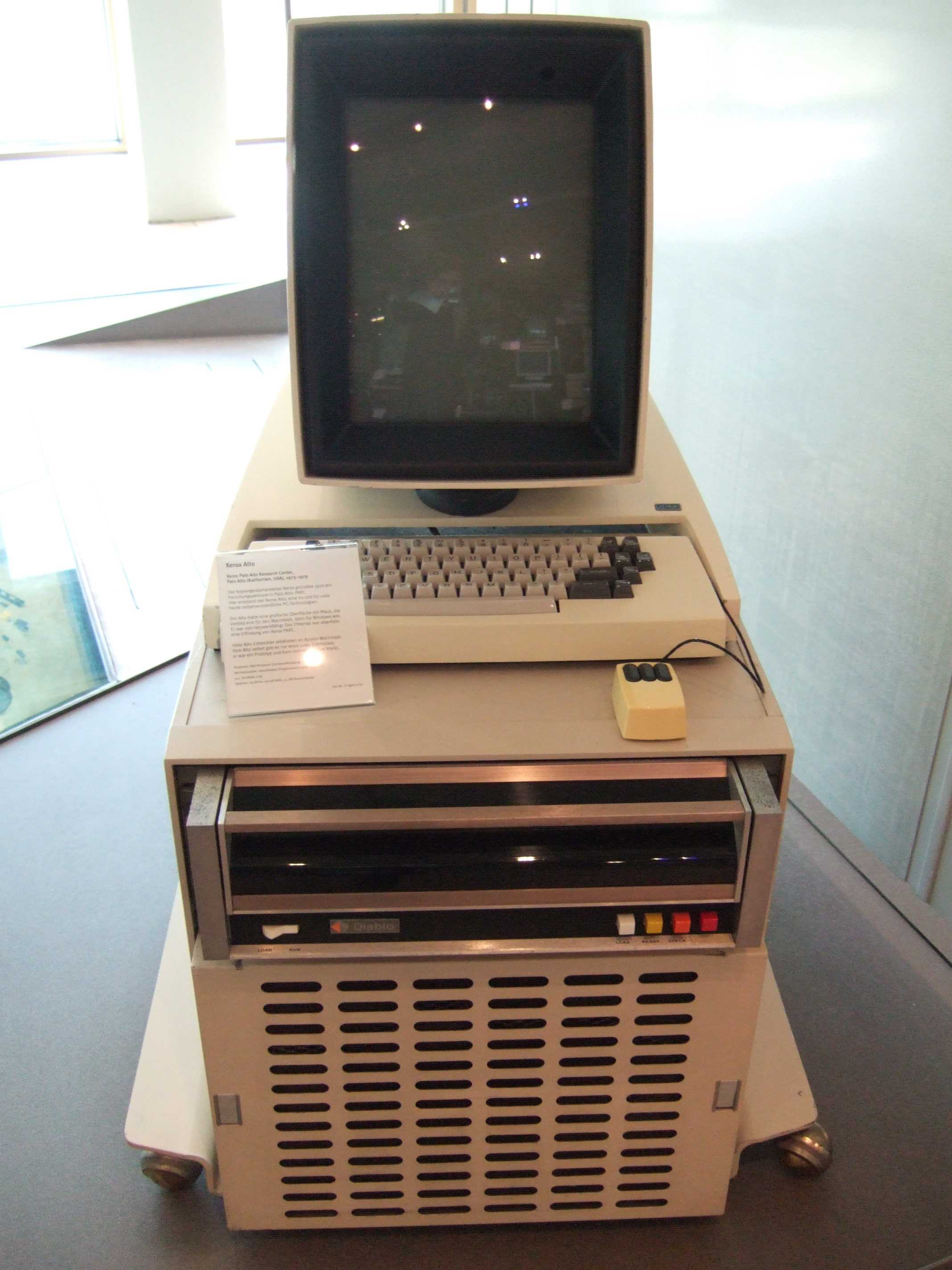
Xerox Alto.

La mayor parte de estos desarrollos se incluyeron en el Alto, que añadió el ahora familiar ratón, desarrollado por el SRI, que unifica en un simple modelo la mayoría de los aspectos del, ahora estándar, uso de la computadora personal. La integración de Ethernet incitó el desarrollo del PARC Universal Packet, muy similar a como es el Internet de hoy.

### La GUI
Xerox ha sido fuertemente criticado (particularmente por los historiadores de los negocios) por fallar en comercializar y explotar provechosamente las invenciones de PARC. Un ejemplo favorito es la GUI, desarrollada inicialmente en PARC para el Alto y después comercializada como el Xerox Star por el Departamento de Desarrollo de Sistemas de Xerox. Aunque muy significativo en términos de su influencia en el diseño de futuros sistemas, es juzgado como una falla porque solo vendió aproximadamente 25.000 unidades. Un pequeño grupo de PARC encabezado por David Liddle y Charles Irby formaron Metaphor Computer Systems, extendieron el concepto del escritorio del Star en un modelo de gráficos animados y una oficina automatizada comunicándose, y vendieron la compañía a IBM.

#### La adopción por Apple
El primer producto GUI comercial exitoso fue el Apple Macintosh, que fue fuertemente inspirado por el trabajo de PARC. A Xerox le fue permitido comprar acciones pre-IPO de Apple, a cambio de visitas de ingenieros y un entendimiento de que Apple crearía un producto GUI. Mucho después, en el medio del pleito legal Apple vs. Microsoft en el cual Apple acusó a Microsoft de violar sus copyrights apropiándose del uso del "look and feel" (apariencia y sensación) del GUI de Macintosh, Xerox también demandó a Apple con los mismos argumentos. El pleito fue rechazado porque el presidente del tribunal dictaminó que "las quejas de Xerox eran inadecuadas por una variedad de razones legales", aunque revisionistas apócrifos de la historia insisten que Xerox simplemente esperó demasiado para presentar el pleito, y el estatuto de limitaciones había expirado. Esto no era realmente verdad; el rechazo de la queja legal de Xerox no fue basado simplemente en presentación tardía, sino en una carencia de mérito legal al caso de Xerox en cómo fue presentado.

## Distinguidos investigadores
Entre los investigadores distinguidos de PARC hubo tres ganadores del Premio Turing: Butler W. Lampson (1992), Alan Kay (2003), y Charles P. Thacker (2009). El Premio de Software de Sistema de la ACM reconoció el sistema Alto en 1984, Smalltalk en 1987, InterLisp en 1992, y Remote procedure call en 1994. B. W. Lampson, A. Kay, Bob Taylor, y Charles P. Thacker recibieron el premio Charles Stark Draper Prize de la National Academy of Engineering en 2004 por su trabajo en el Alto.

### Otras figuras influyentes de PARC
- Alan Kay
- Daniel G. Bobrow
- Stuart Card
- Lynn Conway
- L Peter Deutsch
- Charles Geschke
- Adele Goldberg
- Bruce Horn
- Dan Ingalls
- Ronald Kaplan
- Andrew K. Ludwick
- Robert Metcalfe
- Jim Mitchell
- Thomas P. Moran
- Randy Pausch
- George G. Robertson
- Ronald V. Schmidt
- Charles Simonyi
- Gary Starkweather
- Roy Want
- John Warnock
- Mark Weiser

## Herencia
Los desarrollos de PARC en la tecnología de la información han tenido gran impacto a largo plazo. Una vez que los méritos de las interfaces y de la tecnología en que PARC fue pionero se volvieron ampliamente conocidos, estos evolucionaron en estándares para gran parte de la industria de computación. Muchos avances no fueron igualados ni sobrepasados por dos décadas, un lapso de tiempo enorme en el mundo de rápidos cambios de la alta tecnología.
Mientras que hay una cierta verdad en que la gerencia de Xerox no pudo ver el potencial de muchas de las invenciones de PARC, esto es una sobre simplificación al generalizar. La realidad más grande es que la investigación computacional era una parte relativamente pequeña de la operación de PARC. Sus científicos de materiales fueron pioneros en tecnologías del LCD y del disco óptico, otras inventaron la impresión por láser, cada uno de estos inventos probaron ser grandes éxitos cuando se introdujeron a los mercados de negocios y del consumidor.
Aunque no está en el mismo orden, desde principios de los años 1980, el trabajo en PARC, a menudo pasado por alto, incluye algunos avances significativos en la computación ubicua, la programación orientada a aspectos, y el IPv6.